# Gheorghe Mihoc
Gheorghe Mihoc (* 7. Juli 1906 in Brăila; † 25. Dezember 1981 in Bukarest) war ein rumänischer Mathematiker, Statistiker, Hochschullehrer und Politiker der Rumänischen Kommunistischen Partei PCR (Partidul Comunist Român), der insbesondere mit Octav Onicescu Begründer der rumänischen Schule der Wahrscheinlichkeitstheorie und der mathematischen Statistik war und unter anderem von 1980 bis zu seinem Tode 1981 als Präsident der Rumänischen Akademie fungierte.

## Leben
Gheorghe Mihoc begann nach dem Besuch des Colegiul Național „Gheorghe Șincai“ 1925 ein Studium an der Fakultät für Naturwissenschaften der Universität Bukarest, das er 1928 beendete. 1930 schloss er seine Promotion zum Doktor der statistischen Wissenschaften an der Universität La Sapienza in Rom am Lehrstuhl von Guido Castelnuovo ab. Nach seiner Rückkehr übernahm er 1931 eine Professur für Statistik, Versicherungsmathematik und Rechnungswesen an der Universität Bukarest und lehrte dort bis 1944. Während dieser Zeit schloss er 1934 eine weitere Promotion mit der Dissertation Asupra proprietăților generale ale variabilelor statistice independente („Über die allgemeinen Eigenschaften unabhängiger statistischer Variablen“) an der Fakultät für Naturwissenschaften, Physik und Mathematik der Universität Bukarest vor einer aus Dimitrie Pompeiu, Anton Davidoglu und Octav Onicescu bestehenden Prüfungskommission ab. Im Herbst 1944 wurde er Mitglied der Patriotischen Union und trat im Mai 1945 der damaligen Kommunistischen Partei PCdR (Partidul Comunist din România) als Mitglied bei. 1946 übernahm er eine Professur für Statistik, Versicherungsmathematik und Rechnungswesen an der Wirtschaftsakademie Bukarest.
1948 kehrte Mihoc an die Universität Bukarest zurück und war dort bis zu seiner Emeritierung 1973 als Professor Inhaber des Lehrstuhls für Wahrscheinlichkeitsrechnung und mathematische Statistik an der Fakultät für Mathematik und Physik. Er gilt neben Octav Onicescu als Begründer der rumänischen Schule der Wahrscheinlichkeitstheorie und der mathematischen Statistik. 1948 wurde er außerdem Direktor des Zentralinstituts für Statistik (Institutul Central de Statistică) und hatte diese Funktion bis 1951 inne. Am 2. Juli 1955 wurde er zunächst korrespondierendes Mitglied der Rumänischen Akademie (Academia Română) und war zwischen 1959 und 1961 Mitglied des Präsidiums des PMR-Komitees des Universitätszentrums Bukarest. 1961 wurde er Mitglied des PMR-Komitees von Bukarest und wurde zudem 1962 Sekretär des Parteikomitees der Rumänischen Akademie. Am 21. März 1963 wurde er ordentliches Mitglied der Rumänischen Akademie. Er löste zudem 1963 den Professor für germanische Sprachen und Literatur Jean Livescu als Rektor der Universität Bukarest ab und bekleidete dieses Amt bis 1968, woraufhin abermals Jean Livescu Rektor wurde. 1964 wurde er Generaldirektor des Statistikzentrums der Rumänischen Akademie und behielt diese Funktion bis 1975. Im Juni 1965 wurde er des Weiteren Vize-Vorsitzender des Nationalen Komitees zur Verteidigung des Friedens.
Auf dem Neunten Parteitag der PCR (19. bis 24. Juli 1965) wurde Gheorghe Mihoc Mitglied des Zentralkomitees (ZK) der PCR und gehörte diesem Gremium bis zum 12. August 1969 an. Ferner wurde er 1965 Mitglied der Großen Nationalversammlung (Marea Adunare Națională) und vertrat in dieser zunächst bis 1969 den Bukarester Wahlkreis 6 Martie sowie daraufhin zwischen 1969 und 1975 den Wahlkreis Frumușani. Er wurde 1968 Berater des Bildungsministers und war nach seiner Emeritierung 1973 zwischen 1980 und seinem Tode 1981 noch einmal Mitglied der Großen Nationalversammlung, in der er nunmehr den Bukarester Wahlkreis 13 Decembrie vertrat. Am 19. März 1980 löste er zudem Cristofor I. Simionescu ab, der seit dem Tode von Theodor Burghele 1977 kommissarischer Präsident der Rumänischen Akademie war. Er bekleidete dieses Amt bis zu seinem Tode am 25. Dezember 1981, woraufhin Ioan Anton kommissarischer Präsident wurde und Radu Voinea 1984 formell die Nachfolge antrat.
Für seine langjährigen Verdienste wurde Mihoc mehrfach ausgezeichnet und erhielt unter anderem den Orden der Arbeit Erster Klasse (Ordinul Muncii), den Orden für wissenschaftliche Verdienste Erster Klasse (Ordinul Meritul Științific), den Stern der Volksrepublik Rumänien Zweiter Klasse (Ordinul Steaua Republicii Populare Române), den Titel Emeritierter Wissenschaftler (Om de știință emerit) sowie 1962 den Staatspreis (Premiul de Stat al Republicii Populare Române). 

## Veröffentlichungen
- Curs de matematici actuariale, 1932
- La dépandance statistique. Chaînes et familles de chaînes discontinues, 1937
- Calculul probabilităților, 1939
- Tratat de matematici actuariale, 1943
- Les chaînes des variables aléatoires. Problemès asymptotiques, Mitautor Octav Onicescu, 1943
- Elemente de calculul probabilităților, 1954
- Calculul probabilităților și aplicații, 1956
- Curs de matematici pentru statisticieni și economiști, 1956
- Lecții de statistică matematică, 1957
- Teoria matematică în operațiile financiare, 1960
- Matematici aplicate în statistică, 1963
- Bazele matematice ale programării liniare, 1964
- Statistică matematică, 1966
- Matematici pentru economiști, 3 Bände, 1966–1971
- teoria probabilităților și statistică matematică, 1970
- Inferență statistică pentru variabile dependente, Mitautorin Mariana Craiu, 1972
- Programarea matematică, Mitautor Anton Ștefănescu, 1973
- Modele matematice ale așteptării, Mitautor George Ciucu, 1974
- Bazele matematice ale teoriei fiabilității, 1975
- Tratat de statistică matematică, 3 Bände, Mitautor Virgil Craiu, 1976–1979
- Sondaje și estimații statistice teorie și aplicații, Mitautor Veniamin Urseanu, 1977
- Procese stochastice elemente de teorie și aplicații, Mitautoren Cristian  Bergthaller, Veniamin Urseanu, 1978
- Procese stohastice de reînnoire, Mitautor Ștefan P. Niculescu, 1982